# Lekkoatletyka na Letnich Igrzyskach Olimpijskich 2024 – rzut oszczepem mężczyzn
Turniej mężczyzn w rzucie oszczepem podczas XXXIII Letnich Igrzysk Olimpijskich w Paryżu odbył się w dniach 6 i 8 sierpnia 2024. Do rywalizacji przystąpiło 32 sportowców z 23 krajów. Arena zawodów był Stade de France. Mistrzem olimpijskim został Pakistańczyk Arshad Nadeem, wicemistrzem Indus Neeraj Chopra, a brąz zdobył Grenadyjczyk Anderson Peters.
Był to XXVII olimpijski konkurs rzutu oszczepem mężczyzn.

## Terminarz
godziny zostały podane w czasie CEST
| Data            | Godzina rozpoczęcia   |                 |       |                       |
| --------------- | --------------------- | --------------- | ----- | --------------------- |
| Data            | Godzina rozpoczęcia   | 6 sierpnia 2024 | 10:10 | kwalifikacje, grupa A |
| 11:35           | kwalifikacje, grupa B | 6 sierpnia 2024 |       |                       |
| 8 sierpnia 2024 | 20:30                 | finał           |       |                       |

## System rozgrywek
W kwalifikacjach każdy z zawodników mógł oddać trzy rzuty. Aby uzyskać awans do finału należało uzyskać minimum kwalifikacyjne - 84 m. Jeżeli minimum kwalifikacyjne uzyskało mniej niż 12 sportowców, to kwalifikacje uzyskiwali zawodnicy, którzy oddali najdalsze rzuty, tak aby liczba finalistów wyniosła 12.
W finale zawodnicy mogli oddać sześć z rzutów, z wyjątkiem czterech oszczepników, którzy po trzech próbach osiągnęli najniższe wyniki i byli po nich eliminowani z dalszej konkurencji. Do ostatecznego wyniku zaliczano jeden, najdalszy rzut oddany przez zawodnika w finale (rzuty w kwalifikacjach nie były brane pod uwagę).

## Wyniki

### Kwalifikacje
| Pozycja | Grupa | Zawodnik                 | Reprezentacja     | Próba | Próba | Próba | Wynik | Uwagi |
| Pozycja | Grupa | Zawodnik                 | Reprezentacja     | 1     | 2     | 3     | Wynik | Uwagi |
| ------- | ----- | ------------------------ | ----------------- | ----- | ----- | ----- | ----- | ----- |
| 1       | B     | Neeraj Chopra            | Indie             | 89,34 | —     | —     | 89,34 | Q,    |
| 2       | B     | Anderson Peters          | Grenada           | 88,63 | —     | —     | 88,63 | Q,    |
| 3       | A     | Julian Weber             | Niemcy            | 87,76 | —     | —     | 87,76 | Q     |
| 4       | B     | Arshad Nadeem            | Pakistan          | 86,59 | —     | —     | 86,59 | Q,    |
| 5       | A     | Julius Yego              | Kenia             | 78,84 | 80,76 | 85,97 | 85,97 | Q,    |
| 6       | B     | Luiz Maurício da Silva   | Brazylia          | 81,62 | 83,21 | 85,91 | 85,91 | Q,    |
| 7       | A     | Jakub Vadlejch           | Czechy            | 85,63 | —     | —     | 85,63 | Q     |
| 8       | A     | Toni Keränen             | Finlandia         | 79,04 | x     | 85,27 | 85,27 | Q,    |
| 9       | B     | Andrian Mardare          | Mołdawia          | x     | 76,76 | 84,13 | 84,13 | Q,    |
| 10      | A     | Oliver Helander          | Finlandia         | 83,81 | —     | —     | 83,81 | Q     |
| 11      | A     | Keshorn Walcott          | Trynidad i Tobago | 74,89 | 83,02 | 82,57 | 83,02 | Q     |
| 12      | B     | Lassi Etelätalo          | Finlandia         | 82,91 | x     | 78,42 | 82,91 | Q     |
| 13      | A     | Genki Dean               | Japonia           | 82,48 | x     | 77,40 | 82,48 | SB    |
| 14      | B     | Marcin Krukowski         | Polska            | 81,37 | x     | 82,34 | 82,34 |       |
| 15      | B     | Artur Felfner            | Ukraina           | x     | 81,84 | 74,54 | 81,84 |       |
| 16      | B     | Cameron McEntyre         | Australia         | 76,33 | x     | 81,18 | 81,18 |       |
| 17      | A     | Alexandru Novac          | Rumunia           | x     | 77,35 | 81,08 | 81,08 |       |
| 18      | A     | Kishore Jena             | Indie             | 80,73 | x     | 80,21 | 80,73 |       |
| 19      | A     | Pedro Henrique Rodrigues | Brazylia          | 76,23 | 79,46 | 75,69 | 79,46 |       |
| 20      | B     | Timothy Herman           | Belgia            | 79,42 | 78,82 | x     | 79,42 |       |
| 21      | B     | Edis Matusevičius        | Litwa             | x     | x     | 79,40 | 79,40 |       |
| 22      | B     | Max Dehning              | Niemcy            | 74,58 | 75,10 | 79,24 | 79,24 |       |
| 23      | B     | Cyprian Mrzyglód         | Polska            | 78,50 | x     | 77,16 | 78,50 |       |
| 24      | B     | Chinecherem Nnamdi       | Nigeria           | 77,53 | x     | 76,45 | 77,53 |       |
| 25      | A     | Patriks Gailums          | Łotwa             | x     | 77,26 | x     | 77,26 |       |
| 26      | A     | Dawid Wegner             | Polska            | x     | 75,53 | 76,89 | 76,89 |       |
| 27      | A     | Curtis Thompson          | Stany Zjednoczone | 76,79 | x     | 74,24 | 76,79 |       |
| 28      | A     | Leandro Ramos            | Portugalia        | 75,73 | x     | x     | 75,73 |       |
| 29      | B     | Moustafa Mahmoud         | Egipt             | 74,87 | x     | x     | 74,87 |       |
| 30      | A     | Ihab Abdelrahman         | Egipt             | 72,98 | x     | x     | 72,98 |       |
|         | B     | Gatis Cakšs              | Łotwa             | x     | x     | x     | NM    |       |
|         | A     | Teuraiterai Tupaia       | Francja           | x     | x     | x     | NM    |       |

### Finał
| Pozycja | Zawodnik        | Reprezentacja     | Próba | Próba | Próba | Próba | Próba | Próba | Wynik | Uwagi |
| Pozycja | Zawodnik        | Reprezentacja     | 1     | 2     | 3     | 4     | 5     | 6     | Wynik | Uwagi |
| ------- | --------------- | ----------------- | ----- | ----- | ----- | ----- | ----- | ----- | ----- | ----- |
| złoto   | Arshad Nadeem   | Pakistan          | X     | 92,97 | 88,72 | 79,40 | 84,87 | 91,79 | 92,97 | ,     |
| srebro  | Neeraj Chopra   | Indie             | X     | 89,45 | X     | X     | X     | X     | 89,45 | SB    |
| brąz    | Anderson Peters | Grenada           | 84,70 | 87,87 | X     | 88,54 | 87,38 | 81,83 | 88,54 |       |
| 4       | Jakub Vadlejch  | Czechy            | 80,15 | 84,52 | 88,50 | X     | 84,98 | 83,27 | 88,50 |       |
| 5       | Julius Yego     | Kenia             | 80,29 | 87,72 | X     | 84,90 | 83,20 | 81,58 | 87,72 | SB    |
| 6       | Julian Weber    | Niemcy            | X     | 87,33 | X     | 86,85 | 87,40 | 84,09 | 87,40 |       |
| 7       | Keshorn Walcott | Trynidad i Tobago | 86,16 | X     | 82,89 | 78,96 | 76,86 | -     | 86,16 | SB    |
| 8       | Lassi Etelätalo | Finlandia         | 78,81 | 77,60 | 84,58 | 82,02 | X     | 81,69 | 84,58 |       |
| 9       | Oliver Helander | Finlandia         | 81,24 | 82,68 | X     | NQ    | NQ    | NQ    | 82,68 |       |
| 10      | Toni Keränen    | Finlandia         | 80,92 | 75,33 | 78,90 | NQ    | NQ    | NQ    | 80,92 |       |
| 11      | Luiz da Silva   | Brazylia          | 80,67 | 78,67 | X     | NQ    | NQ    | NQ    | 80,67 |       |
| 12      | Andrian Mardare | Mołdawia          | 79,14 | 80,10 | 77,77 | NQ    | NQ    | NQ    | 80,10 |       |